# 전병욱 (목회자)
전병욱(田炳旭, 1963년~)은 대한민국의 종교인이다. 한국 전쟁 때 순교한 전계원 목사의 손자이며, 전영수 장로의 아들이다. 성추행 의혹 때문에 삼일교회 담임목사직에서 사임했고 노회 재판에 회부 되어 있는 상태인데도 계속 목회 활동을 하고 있어 논란이 되고 있다.

## 경력
연세대학교 경영학과, 총신대학교 신학대학원을 졸업하였다. 목사가 되라는 조부의 유언과 달리 부친은 장로가 되었기 때문에 자신은 목회자가 되어야 한다는 부담감을 갖게 되었고, '내가 하면 잘 할 수 있다'라는 소명을 갖고 있었기 때문에 목회자의 길을 걷게 되었다고 한다.
1993년 12월 25일 서울특별시 용산구 청파동 삼일교회의 3대 담임목사로 부임하였다. 성추행 사건으로 2010년 12월 21일 삼일교회 당회의 사임 건 수락으로 삼일교회 담임 목사직을 사임하였다. 부임 당시 80명에 불과했던 삼일교회의 예배 참석자 수를 2008년 10월 기준으로 1만 6천여 명까지 성장시켰다. 늘어난 참석자들 중·청년층의 비율이 높았기 때문에, 젊은이들의 숫자가 줄어든 대한민국 개신교계에 있어 청년층 목회의 선두주자로 주목을 받게 되었다.
하지만 2010년 9월 인터넷 뉴스 매체인 뉴스앤조이는 전병욱 목사의 성추행 의혹을 제기했고, 이에 전 목사는 안식년을 선포하고 강단에서 물러났다. 그리고 2010년 11월 1일 삼일교회 홈페이지에 성추행을 시인하고 사임의사를 밝혔다. 전 목사는 "작년 가을 무렵 죄를 범했다"면서 "회개와 자숙의 시간을 보내기 위해 교회로 돌아갈 수 없다"고 했다. 삼일교회 당회는 2010년 12월 21일 전병욱 목사의 사임 건을 수락하였다. 이 성추행건은 2016년 대한예수교장로회(합동) 평양노회로부터 부적절한 대화와 처신을 한 것이 인정되어 총회, 노회 등에서 아무런 직을 맡을 수 없는 공직정지 2년이 판결되었다. 판결문에 나타난 공직은 담임목사를 의미하지 않아, 2012년 6월 17일, 홍익대학교 서울캠퍼스 근처 마포구 상수동에 홍대 새교회를 개척한 것이 이어져, 현재 동 교회에 담임 목사로 재직중이다.

## 평가
그는 한 일간신문과의 인터뷰에서 교인 수가 폭발적으로 증가한 이유를 '교회의 시대적 사명에 충실하기 위해 노력하면서 운영의 투명성을 높이고' '청년들의 정서에 맞는 설교를 하기 위해 노력했기 때문'이라고 밝혔다.
그는 자신이 지향하는 설교의 방향을 다음과 같이 밝혔다.
- 젊은이들을 대상으로 하기 때문에 짧고 강렬하며 대지(大旨)가 명료해야 한다.
- 예측할 수 없는 내용을 전하여 충격을 주어야 한다.[1]

그의 설교가 젊은이들을 소극적 자세에서 해방시켜 비전과 역사의식을 갖고 현실과 맞서 싸우게 하는 힘이 있고, 이를 통해 한국교회에 새로운 힘을 불어넣고 있다는 평가도 있다.
반면 그의 설교가 기존 개신교의 문제점으로 지적되어 왔던 구세대의 성장주의를 그대로 밟고 있다는 지적이 있다. 그의 설교 내용이 '능력주의, 성취주의, 엘리트주의'에 치중되어 있으며, 그의 교회성장론은 개발독재 시대의 논리를 신학에 접목시킨 것이라는 비판 이 있다. 역사의식의 빈곤과 왜곡이 드러난다는 견해도 있다. 또한 그의 설교가 대중들에게 호소력이 있는 이유를 '가슴에 와 닿는 설교'와 '개신교 신앙의 본질 추구' 때문이라고 평가와 함께, 그의 설교에는 세속적 성공주의가 흐르며 설교는 현실에서 승리하는 사람, '시장'의 성공을 중요한 예로 보는 승자 위주의 능력,성취,엘리트 주의의 사상이 흐르고 있다는 견해도 있다. 이는 정용섭 교수의 설교비평 과도 맥락을 같이 한다.

## 사건·사고 및 논란
- 성범죄 내용[16]
- 지유석씨, 삼일교회로부터 거액을 소송당해[17]
- 전병욱 목사와 여신도와의 전화 내역 과 뉴스타파 보도[18]
- 전병욱 목사의 성범죄 사실을 고발하는 책 <숨바꼭질> '전병욱 목사는 "무엇"에 숨어 있나?'라는 주제로 출간 포럼을 개최[19]
- 전병욱 목사 성추행의 실체[20]
- 전병욱 목사에 대한 성추행 의혹을 담은 <숨바꼭질>의 출판 이후, 홍대 새교회 측에서 출판물에 의한 명예훼손 및 모욕 등의 혐의로 이진오 목사와 권대원 교인을 고소했으나 검찰 측에서는 '혐의 없음' 처분을 내렸다.[21]
- 성추문 때문에 불명예스럽게 사퇴를 했음에도 불구하고 삼일교회를 떠나면서 13억의 전별금을 받아 논란이 되었다. 이에 대해 전병욱 목사는 MBC시사매거진2580과의 인터뷰에서 "금액이 적었으면 적었지 많았다고 생각하지 않는다"고 밝혔다.[22]

## 주요 저서
- 《도전정신》 (2009)
- 《돌파력》 (2009)
- 《다시 시작하는 힘》 (2009)
- 《집중력》 (2008)
- 《생명력》 (2008)
- 《자신감》 (2006)
- 《새벽예배자》 (2005) ISBN 89-7046-368-2
- 《울어야 산다》 (2005) ISBN 89-7046-350-X
- 《하늘을 감동시킨 일천번째 예배자》 (2005) ISBN 89-7046-997-4
- 《거룩한 야성의 회복》 (2005) ISBN 89-7046-329-1
- 《청년리더의 조건》 (2004) ISBN 89-7046-979-6
- 《영적 강자의 조건》 (2003) ISBN 89-7046-910-9
- 《굿뉴스》 (2003) ISBN 89-7046-893-5
- 《히스기야의 기도》 (2002) ISBN 89-7046-850-1
- 《하나님사람의 선명한 기준》 (2001) ISBN 89-7046-838-2
- 《새벽무릎》(1999) ISBN 89-7046-039-X
- 《파워 로마서》(1998) ISBN 89-7046-037-3

## 참고 문헌
1. 1 2  이태형 (2008년 9월 23일). 《두려운 영광》. 포이에마. 267쪽. ISBN 978-89-93474-00-8.
2. ↑  “한국교회 순교자-전계원 조사”. 한국교회순교자기념사업회. 2015년 12월 22일에 원본 문서에서 보존된 문서. 2009년 4월 27일에 확인함.
3. ↑  조혜진 (2015년 7월 16일). “전병욱 목사 사건을 바라보는 한 원로목사의 탄식”. 노컷뉴스. 2015년 12월 14일에 확인함.
4. ↑  이태형 (2008년 9월 23일). 《두려운 영광》. 포이에마. 277쪽. ISBN 978-89-93474-00-8.
5. ↑  “네이버 인물검색 - 전병욱”. 네이버. 2009년 4월 25일에 확인함.
6. ↑  “전병욱 - 청년 부흥의 선두주자”. LIFEBOOK. 2006년 2월 10일에 원본 문서에서 보존된 문서. 2009년 4월 25일에 확인함.
7. ↑  오명철 기자 (2008년 10월 23일). “교회 사명 충실하니 성장은 절로”. 동아일보. 2009년 4월 25일에 확인함.
8. ↑  전병욱 목사 대한예수교장로회 평양노회 판결문(2016년 1월 31일)
9. ↑  《전병욱 비판적 읽기》. NEWSNJOY. 한종호. 2001-02-10. ISBN 89-951952-0-703230. 90쪽
10. ↑  조연현 기자 (2001년 8월 9일). “발족 1년 '뉴스앤조이' 떴다”. 한겨레신문. 2008년 12월 26일에 원본 문서에서 보존된 문서. 2009년 4월 25일에 확인함.
11. ↑  《전병욱 비판적 읽기》. 41페이지
12. ↑  《전병욱 비판적 읽기》. 82~88페이지
13. ↑  《전병욱 비판적 읽기》. 149~159페이지
14. ↑  《기독교사상》 2006년 8월호
15. ↑  정용섭 (2007년 2월 25일). 《설교와 선동 사이에서》. 대한기독교서회. 333쪽. ISBN 978-89-51109-24-9.
16. ↑  삼일교회 당회, 전병욱 목사 성범죄 내용 공개, 뉴스엠
17. ↑  일요신문, 전병욱목사 성추문 공개, 법과 교회
18. ↑  누가 당신의 죄를 사했나, Youtube
19. ↑  전병욱, '성범죄 불감증' 한국교회에 숨다, 뉴스엔조이
20. ↑  CBS 크리스천NOW 4회, CBS
21. ↑  안아람 (2015년 7월 9일). “검찰 "전병욱 목사 성추행 폭로, 명예훼손 아니다"”. 한국일보. 2015년 12월 14일에 확인함.
22. ↑  강수경 (2015년 11월 17일). “‘13억 전별금’이 적었다고 말하는 전병욱”. 뉴스천지. 2015년 12월 14일에 확인함.